# Институт искусства Курто
Институт искусства Курто (англ. Courtauld Institute of Art) — институт истории искусства в составе Лондонского университета, располагающий собственным художественным собранием — галереей Курто.

## История
Институт Курто основан в 1932 году текстильным фабрикантом и коллекционером искусства Сэмюэлем Курто, дипломатом и коллекционером лордом Артуром Ли и историком искусства сэром Робертом Уиттом. Помимо финансовой поддержки Курто ещё при жизни передал в институт бо́льшую часть своей художественной коллекции, а после его смерти к институту перешёл и его дом на Портман-cквер (англ. Portman Square), построенный архитектором Робертом Адамом, ставший его штаб-квартирой. По мысли его основателей, преподавание истории искусства должно было проходить непосредственно на примере произведений искусства, собранных в институте. К коллекции французского импрессионизма Сэмюэла Курто в 1934 году присоединилась коллекция искусства XX века художественного критика Роджера Фрая. После Второй мировой войны фонды Института искусства Курто пополнились работами старых мастеров: Питера Брейгеля Старшего, Кранаха, Питера Пауля Рубенса, Джованни Баттиста Тьеполо, Квентина Массейса, Антониса ван Дейка из коллекции лорда Артура Ли Фархэма и других собраний. В 1989 году Институт искусств Курто переехал в Сомерсет-хаус, где ранее размещалась Королевская академия художеств.

## Фонд Курто
Ещё в 1923 году Курто передал в Фонд Курто 50 000 фунтов стерлингов, которые предназначались для приобретения произведений современного французского искусства Галереей Тейт и Национальной галереей. Эти работы демонстрируются не в Институте Курто, а в этих художественных музеях.